# Famille Anguissola (Lombardie)
Pour les articles homonymes, voir Anguissola.
Ne doit pas être confondu avec Famille Anguissola (Venise).
 (juillet 2024).
Si vous disposez d'ouvrages ou d'articles de référence ou si vous connaissez des sites web de qualité traitant du thème abordé ici, merci de compléter l'article en donnant les références utiles à sa vérifiabilité et en les liant à la section « Notes et références ».
La famille Anguissola, originaire de Crémone,en Lombardie, est une famille d'artistes italiens  de la Renaissance.

## Personnalités

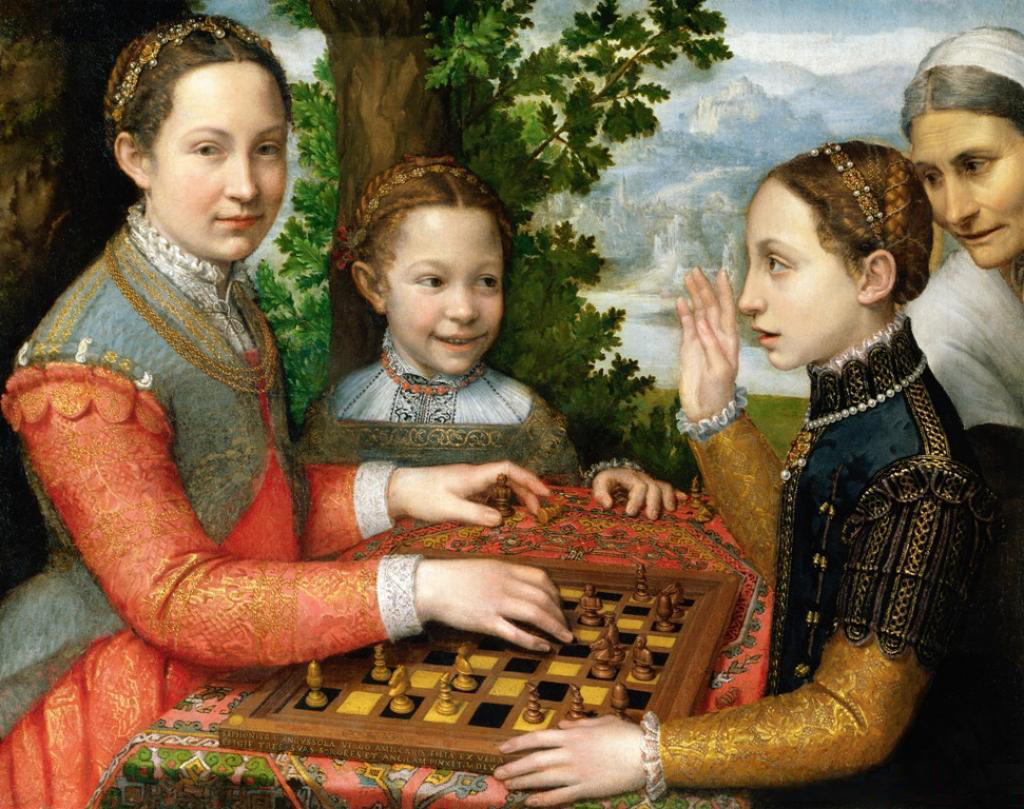
Sofonisba, Lucia, Minerva Anguissola

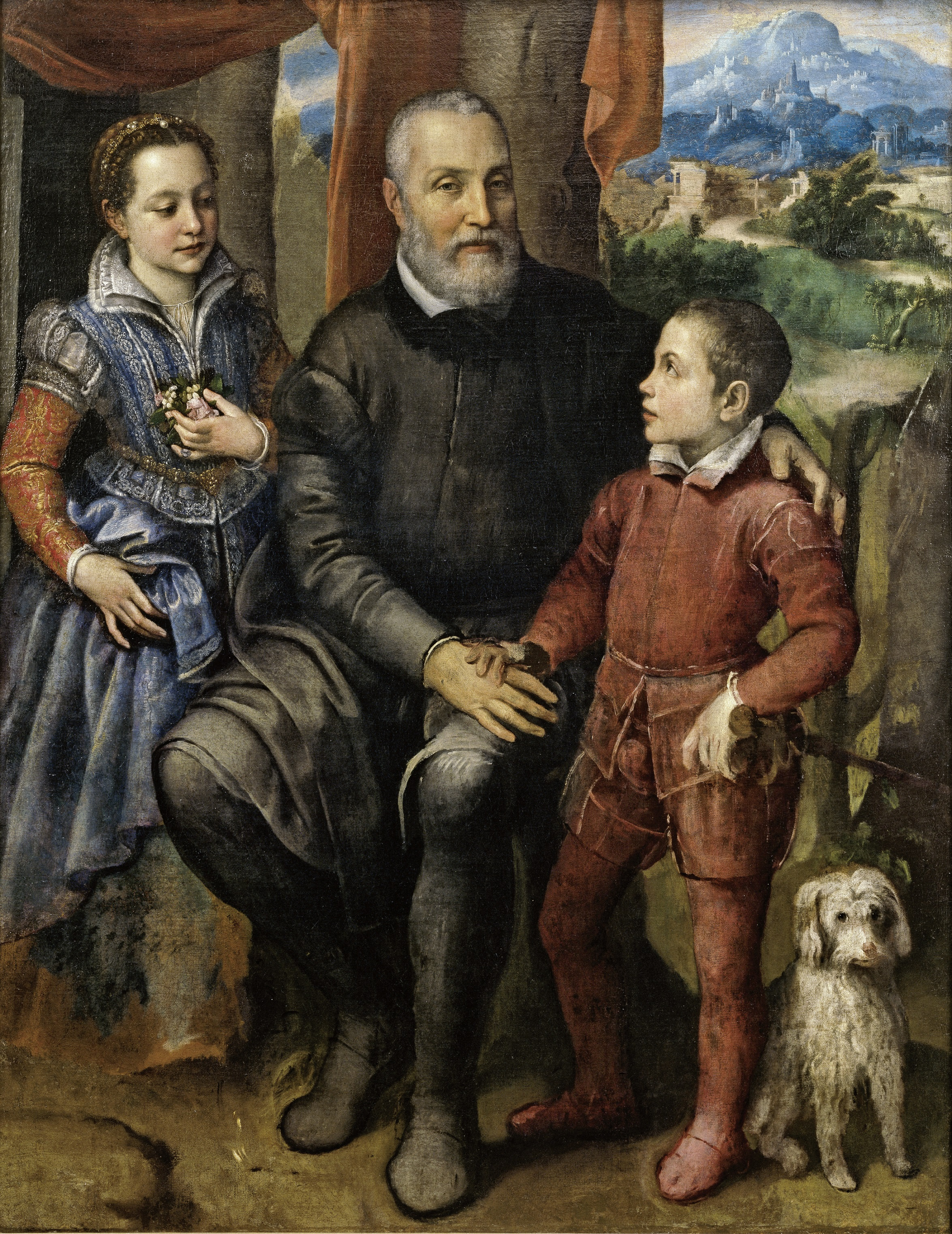
Minerva, Amilcare et Astrubale Anguissola (peinture de Sofonisba Anguissola).

- Amilcare Anguissola, ayant vécu au XVIe siècle, était un membre de la petite noblesse génoise qui a encouragé ses six filles, Sofonisba Anguissola, Elena, Europa, Lucia, Anna Maria et Minerva à développer leurs compétences artistiques.

Ses enfants :
- Sofonisba Anguissola (Crémone, 1532 -  Palerme, 1625), peintre,
- Lucia Anguissola (Crémone, 1536 ou 1538  -  v. 1565, avant 1568), peintre,
- Minerva Anguissola (Crémone  - 1564), peintre,
- Elena Anguissola,
- Europa Anguissola,
- Anna Maria Anguissola,
- Asdrubale Anguissola, son fils, qui se consacra à la musique et au latin.